# Platycerioideae
Platycerioideae, potporodica papratnjača, dio porodice Polypodiaceae. Saastoji se od tri roda.

## Rodovi
1. Platycerium Desv. (17 spp.)
2. Hovenkampia Li Bing Zhang & X. M. Zhou (3 spp.)
3. Pyrrosia Mirb. (64 spp.)